# Bartın (ciutat)
Bartın és una ciutat del nord de Turquia propera a la mar Negra. És la seu administrativa del districte de Bartın i de la província de Bartın. Té una població de 203.341 habitants (2021).
La ciutat està situada a 14 km de la mar negra, a la que està connectada a través del navegable riu Bartın

## Geografia
La ciutat té 22 barris:
- Kırtepe
- Kemerköprü
- Gölbucağı
- Orta
- Okulak
- Köyortası
- Orduyeri
- Tuna
- Demirciler
- Aladağ
- Karaköy
- Çaydüzü
- Esentepe
- Cumhuriyet
- Hürriyet
- Karaçay
- Ağdacı
- Gecen
- Gürgenpınarı
- Şiremirçavuş
- Uzunöz
- Yıldız

### Clima
Bartın té un clima atlàntic (Cfb) i clima subtropical humit (Cfa), segons la Classificació climàtica de Köppen; o un clima oceànic (Do) segons la Classificació climàtica de Trewartha. Els seus estius són càlids i tenen una temperatura mitjana de 22,5 °C  entre el juliol i l'agost. Els hiverns són freds i humits i els mesos de gener i febrer tenen una temperatura mitjana de 4 °C.
Durant molt de temps, el centre de Bartın només havia estat considerada com de clima atlàntic, però a l'actualitat també està classificada com de clima subtropical humit.
L'eòca més plujosa és a la tardor i principis d'hivern i la primavera és la que ho és menys. Entre el desembre i el març és normal que hi nevi.
La temperatura més alta que s'ha enregistrat a la ciutat es de  42.8 °C (109.0 °F) el 13 de juliol del 2020 i la més baixa és de −18.6 °C (−1.5 °F) el 23 de febrer de 1985.

## Història
L'actual Bartın correspon a l'antiga ciutat de Partènios  (Παρθένιος en grec) o Partènia, s'ha datat des del 1200 aC, època en què la zona estava habitada per la federació kashka. A partir d'aquest moment, els hitites, els frigis, els cimmeris, els lidis, els grecs i els perses dominen la regió. Posteriorment forma part de l'Imperi Romà i de l'Imperi Romà d'Orient, fins que és invadida per l'Imperi Seljúcida turc entre els segles XII i XIII. El 1392 Bartın és conquerida pel sultà otomà Mehmet II. A finals del segle XIX i inicis del segle XX Bartın forma part del Vilayat de Kastamonu de l'Imperi Otomà.

## Cultura i patrimoni
Bartın és membre de l'Associació de ciutats i regions històriques europees (EAHTR) que té la seu a Noruega.
Entre els seus principals atractius patrimonials hi ha el castell, dues esglésies, el mercat cobert otomà (bedesten), el monument de la carretera de Kuşkayası i la Cova d'Inziva. També hi ha restes de la ciutat antiga com el Fòrum, el Palau del Consell, el carrer d'honor, el teatre, l'acròpolis i una necròpolis.
Les cases de fusta de la ciutat segueixen l'arquitectura característica dels moviments artístics després del decret reformista de l'edicte de Gülhane.